# Фельчи-Риполи
Фельчи-Риполи — название археологической культуры в Италии эпохи среднего неолита (4 тыс. до н. э.) по двум типовым поселениям — Фельчи и Риполи. Культура была распространена в регионе Абруццо (Италия). В археологическом контексте следует после горизонта (культуры) Катиньяно.
Вела скотоводческий образ жизни. Для данной культуры характерна своеобразная керамика (в частности, полусферические или сферические сосуды, блюда, чаши), расписанная геометрическими мотивами в виде параллельных линий и точек. В керамике данной культуры имеется сходство с другими культурами: Данило в Хорватии, Серра д’Альто на Сицилии и «серая Скорба» на Мальте.
Название культуры происходит от местности Риполи в долине Вибрата, где обнаружено поселение 3600-3100 гг. до н. э.: дома, погребения, многочисленная керамика и кремнёвые наконечники, а также пещере Фельчи на Капри.